# Szarlota (województwo wielkopolskie)
 Szarlota – wieś w Polsce, w województwie wielkopolskim, w powiecie kępińskim, w gminie Rychtal. Wchodzi w skład sołectwa Wielki Buczek.
Do 2023 miejscowość była przysiółkiem wsi Wielki Buczek.
W latach 1975–1998 przysiółek administracyjnie należał do województwa kaliskiego.